# 爱德华兹广场

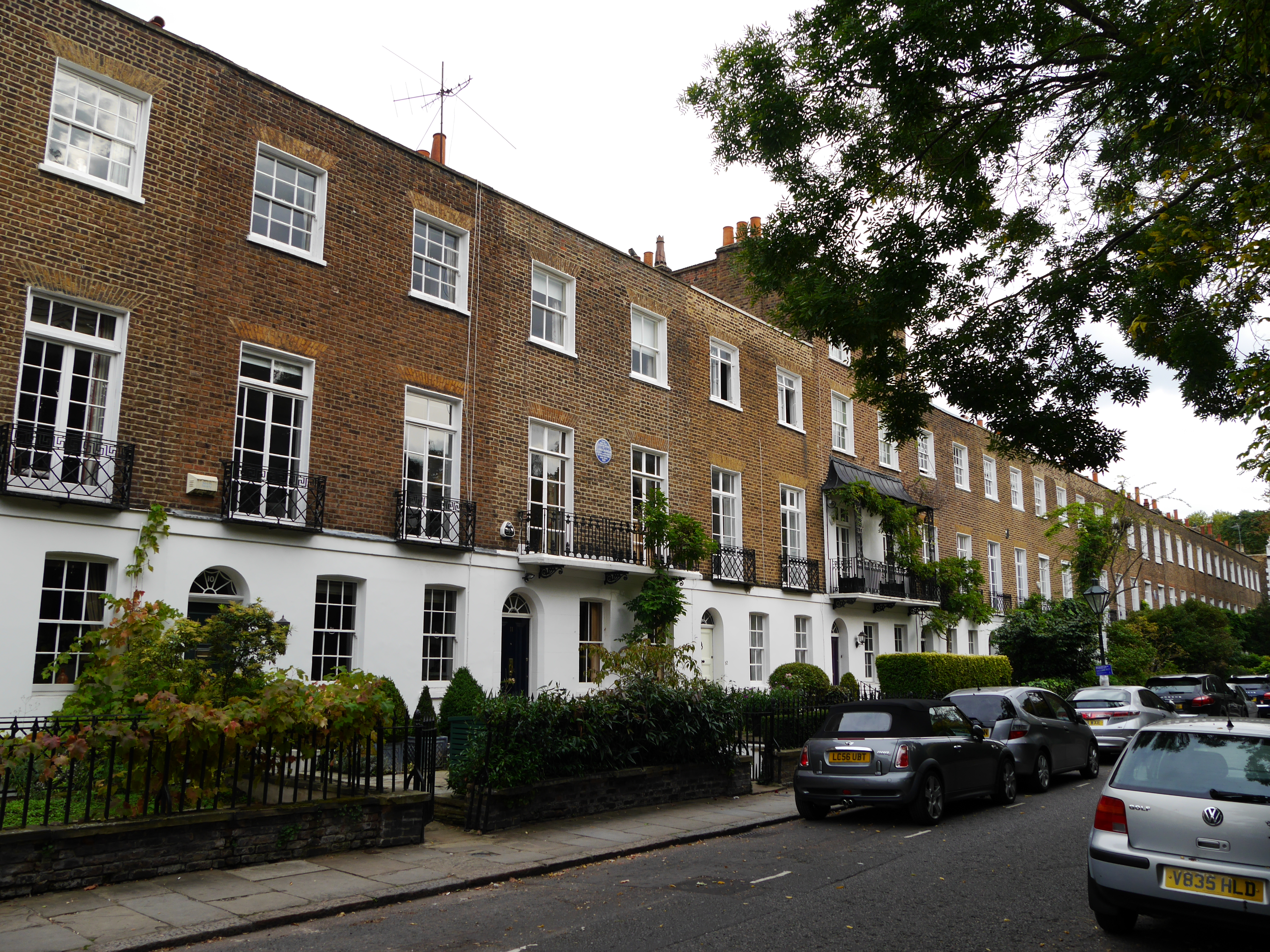

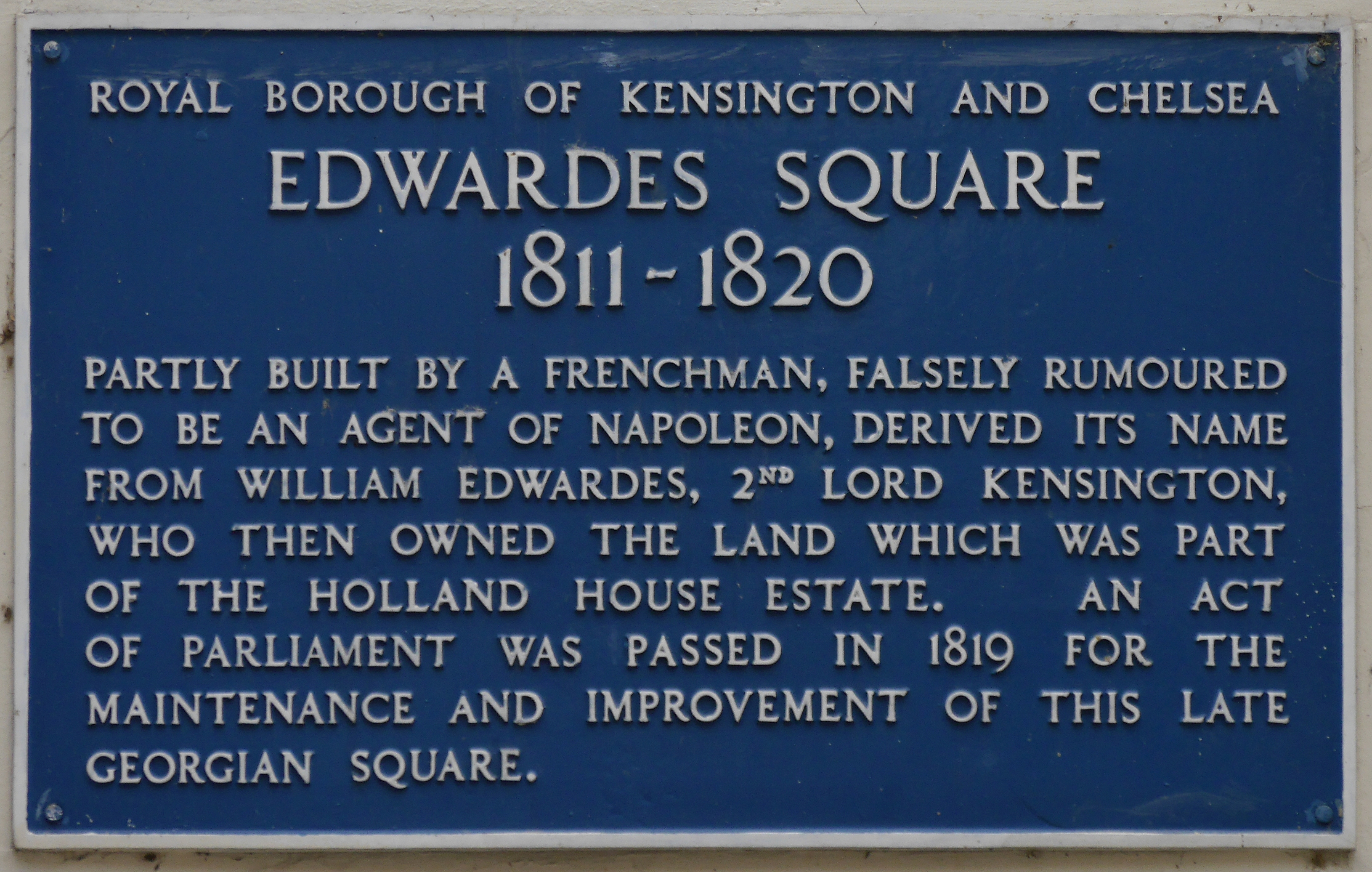

爱德华兹广场（Edwardes Square）是英国伦敦肯辛顿的一个花园广场，建于1811-1820年。爱德华兹广场1–23号和25–48号因其建筑价值被列为二级保护建筑。
11号是作家和人道主义者戈兹沃西·洛斯·迪金森（1862–1932）住所。意大利诗人乌戈·福斯科洛住在19号（1817-1818年）。喜剧演员Frankie Howerd住在27号（1966-1992年）。斯卡斯代尔酒馆（Scarsdale Tavern）位于23A。
花园开辟于1820年，面积1.215公頃（3.00英畝），收到二级保护，不向公众开放。